# Ernst August (Braunschweig)

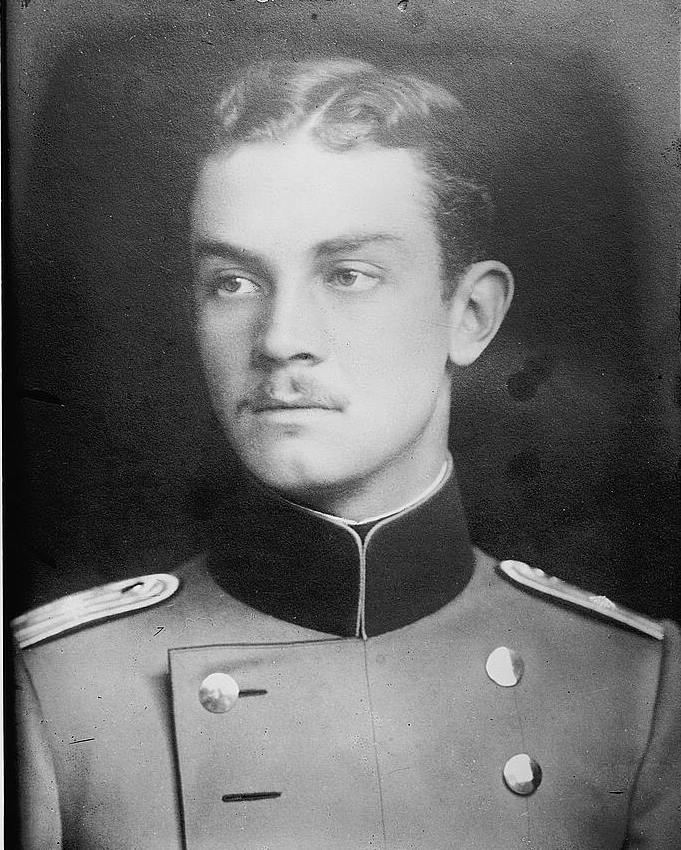
Ernst August Herzog von Braunschweig und Lüneburg

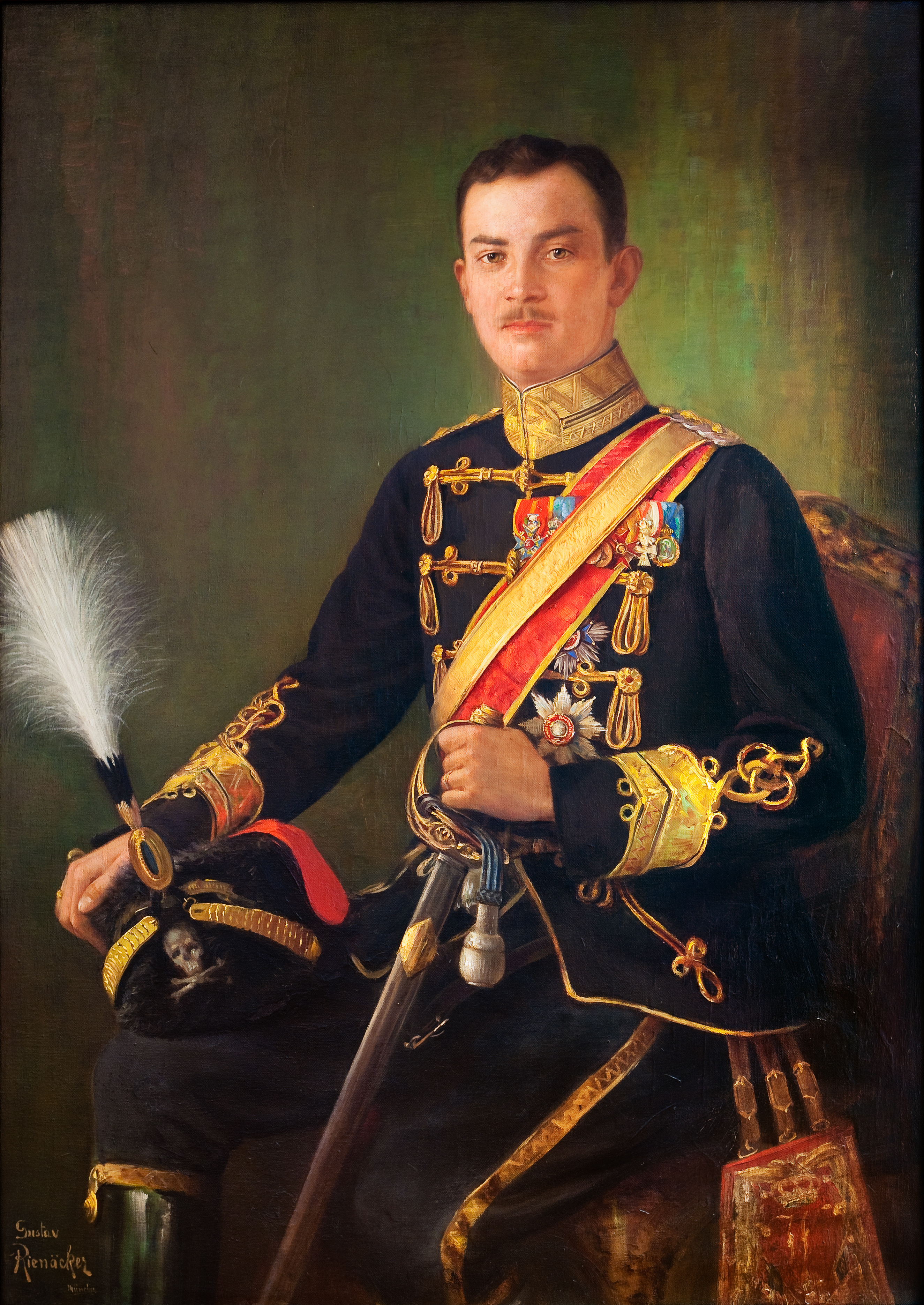
Herzog Ernst August in Husarenuniform, Gemälde von Gustav Rienäcker, 1916

Ernst August von Hannover (III.) Herzog von Braunschweig, Herzog zu Braunschweig und Lüneburg, Prinz von Hannover (* 17. November 1887 in Penzing bei Wien; † 30. Januar 1953 auf Schloss Marienburg in Pattensen). Er war vom 1. November 1913 bis zu seiner Abdankung am 8. November 1918 der letzte regierende Herzog des Herzogtums Braunschweig und der letzte regierende Monarch des Hauses Hannover (Braunschweig-Lüneburg).

## Leben

### Herkunft und Erbgang
Ernst August Christian Georg von Hannover, Prinz von Großbritannien und Irland 1, war der jüngste Sohn des letzten Kronprinzen von Hannover, Ernst August, Herzog von Cumberland, und der Prinzessin Thyra von Dänemark, Tochter König Christians IX. von Dänemark. Er wurde im Jahre 1887 im österreichischen Exil geboren und wurde Soldat in einem bayerischen Kavallerie-Regiment.
Als im Jahre 1884 der regierende Herzog Wilhelm von Braunschweig-Bevern, ein entfernter Cousin, ohne Nachkommen und mit ihm die ältere Linie der Welfen (Neues Haus Braunschweig) starb, meldete der 3. Herzog von Cumberland, Ernst Augusts Vater, als Haupt der jüngeren Linie des Welfenhauses seine Ansprüche auf das Herzogtum Braunschweig an. Da der ehemalige Kronprinz aber seinen Erbanspruch auf das 1866 von Preußen annektierte Königreich Hannover nicht aufgeben wollte, schloss ihn der deutsche Bundesrat auf Betreiben Reichskanzler Bismarcks von der Nachfolge in Braunschweig aus. Stattdessen wurde Prinz Albrecht von Preußen (1837–1906) Regent in Braunschweig. Nach dessen Tod 1907 bot Kronprinz Ernst August an, dass er und sein ältester Sohn Georg Wilhelm zugunsten Ernst Augusts (III.) auf die Thronfolge in Braunschweig verzichten würden. Da die Reichsregierung und der Bundesrat aber weiterhin einen Verzicht aller Angehöriger des Hauses Braunschweig-Lüneburg auf das Königreich Hannover forderten, ehe ein Welfe den Braunschweiger Thron besteigen könne, wurde abermals ein Regent bestimmt, nun Herzog Johann Albrecht zu Mecklenburg (1857–1920).
1908 trat Ernst August als Offizier in das Königlich Bayrische 1. Schwere Reiter-Regiment „Prinz Karl von Bayern“ der Bayerischen Armee in München ein.
Nach dem Tod seines älteren Bruders Georg Wilhelm bei einem Autounfall am 20. Mai 1912 bei Nackel in der Mark Brandenburg, veranlasste Kaiser Wilhelm II. nicht nur eine militärische Ehrenwache, sondern ließ auch seine beiden Söhne Prinz Eitel Friedrich und Prinz August Wilhelm mit einer Abordnung Zieten-Husaren in der dortigen Dorfkirche Totenwache halten. Um den persönlichen Dank des Welfenhauses für diese demonstrative Anteilnahme abzustatten, kam Ernst August auf Vermittlung und in Begleitung seines Schwagers Max von Baden an den preußischen Hof in Potsdam, den seit 1866 kein Welfe mehr betreten hatte. Dabei verliebten sich Ernst August und die einzige Tochter des Kaisers, Prinzessin Viktoria Luise.

### Heirat, Regierungszeit
Am 24. Mai 1913 heiratete Ernst August Prinzessin Viktoria Luise, die einzige Tochter des preußischen Königs und Deutschen Kaisers Wilhelm II. Die Hochzeit kittete den jahrzehntealten Riss zwischen den Häusern Hohenzollern und Hannover. Sie war zugleich das letzte große Zusammentreffen europäischer Souveräne (von denen viele von Königin Viktoria oder König Christian IX. abstammten) vor dem Ausbruch des Weltkrieges. Außer dem Herzog und der Herzogin von Cumberland folgten u. a. auch König Georg V. von Großbritannien und Irland (Cousin des Bräutigams und des Brautvaters) mit Königin Mary und Zar Nikolaus II. (Cousin des Bräutigams) und Zarin Alexandra Fjodorowna von Russland der Einladung zur Hochzeit. 
Bei der Bekanntgabe der Verlobung zwischen Ernst August und Viktoria Luise schwor Ernst August dem Kaiser einen Treueid, erhielt den Schwarzen Adlerorden verliehen und wurde durch A.K.O. vom 24. Mai 1913 unter Beförderung zum Rittmeister zum Chef der 4. Eskadron im Husaren-Regiment „von Zieten“ (Brandenburgisches) Nr. 3 ernannt, einem preußischen Regiment, in dem schon sein Großvater Georg V. und sein Urgroßvater Ernst August I. Oberste gewesen waren. Am 27. Oktober 1913 verzichtete der 3. Herzog von Cumberland zugunsten seines Sohnes förmlich auf seine Ansprüche auf das Herzogtum Braunschweig und am folgenden Tag beschloss der Bundesrat, dass der Prinz von Cumberland regierender Herzog zu Braunschweig und Lüneburg werden sollte. Der neue Herzog nahm sein Herzogtum Braunschweig formell am 1. November 1913 in Besitz, zog am 3. November feierlich in Braunschweig an und bezog das Braunschweiger Schloss.

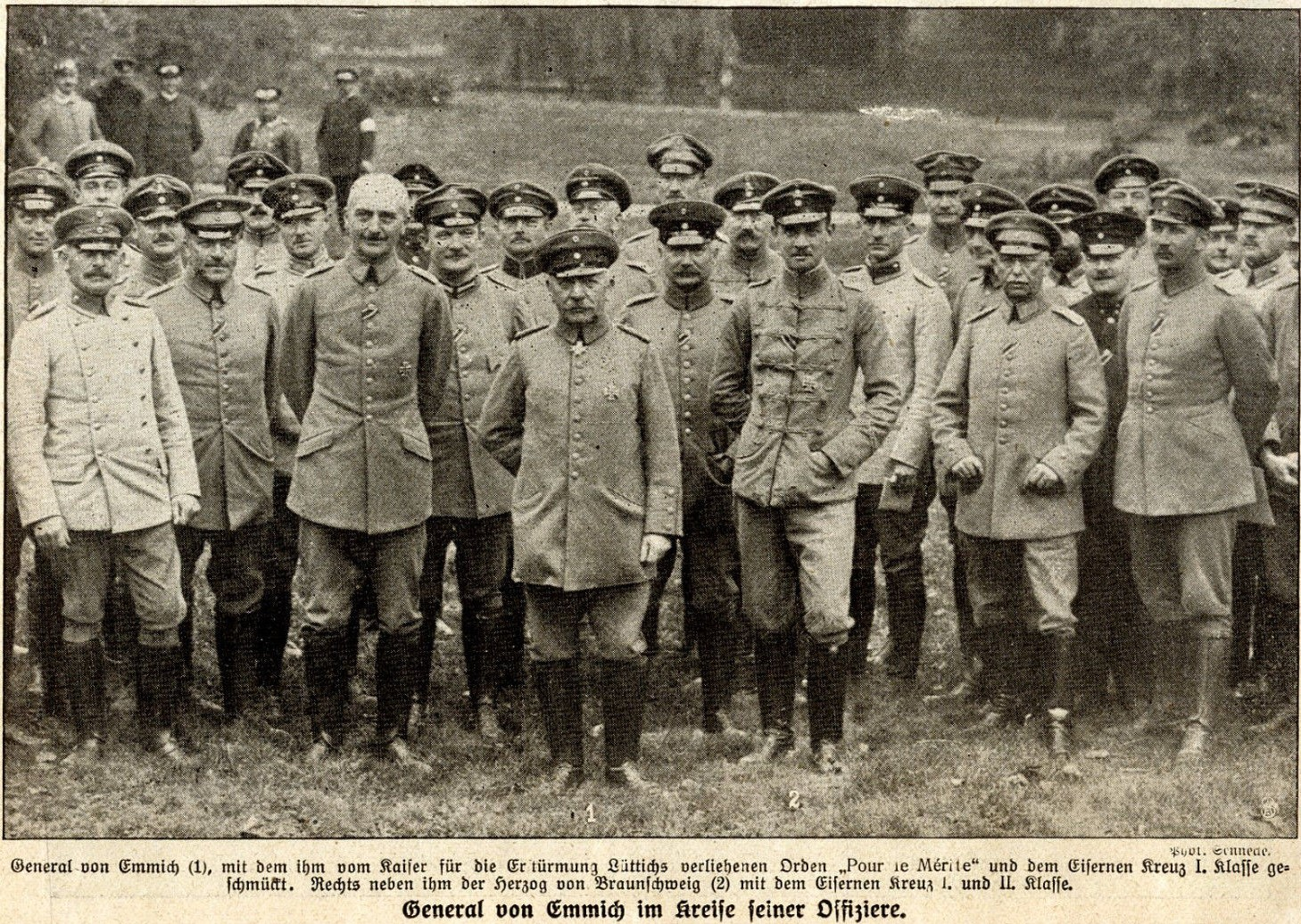
Im Ersten Weltkrieg nach der Eroberung von Lüttich: „General von Emmich im Kreise seiner Offiziere“, darunter Ernst August;
Foto von Robert Sennecke, 1914

Während des Ersten Weltkriegs wurde er zum Generalmajor befördert und diente im Generalkommando des X. Armee-Korps. Die Regentschaft über das Herzogtum übertrug er für die Zeit seiner Abwesenheit seiner Gemahlin, was jedoch kaum zum Tragen kam, da sich der Herzog seit Anfang 1915 nur noch sporadisch an der Front aufhielt, um dort die braunschweigischen Truppen zu besuchen.
Er stand außerdem à la suite des Infanterie-Regiments Nr. 92 und des Husaren-Regiments Nr. 17 der Preußischen Armee sowie des 1. Schwere-Reiter-Regiments „Prinz Karl von Bayern“ der Bayerischen Armee.

### Novemberrevolution in Braunschweig und Abdankung

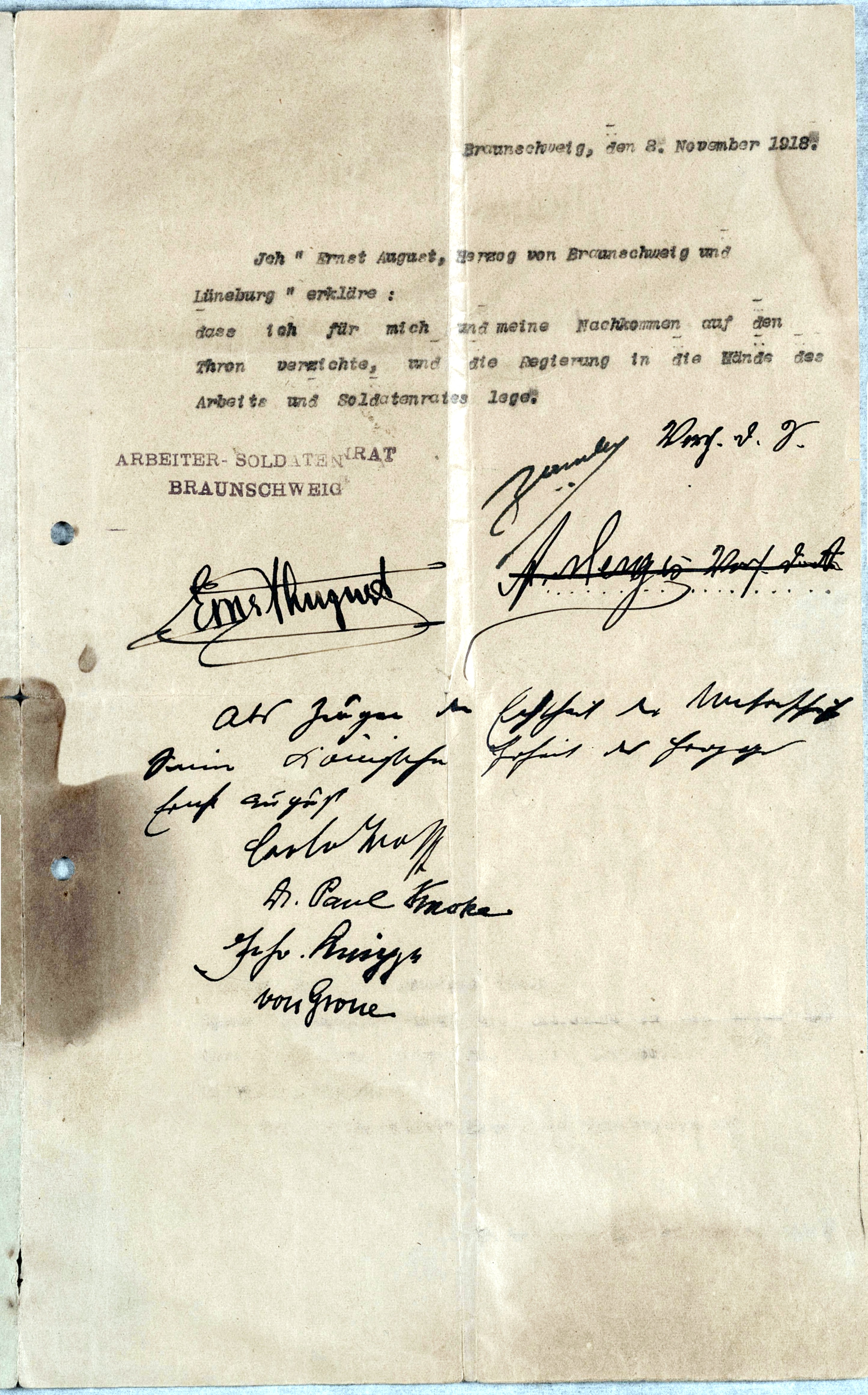
Abdankungserklärung Herzog Ernst Augusts vom 8. November 1918

Im Zuge der Novemberrevolution in Braunschweig musste Ernst August am Nachmittag des 8. November 1918 gegenüber dem örtlichen Arbeiter- und Soldatenrat unter Führung von August Merges abdanken – einen Tag früher als sein Schwiegervater Kaiser Wilhelm II. Bereits am folgenden Tag verließ er Braunschweig und zog zusammen mit seiner Familie nach Gmunden ins österreichische Exil auf Schloss Cumberland, das sein Vater nach der Entthronung des Königs von Hannover hatte errichten lassen. Von dort aus führte er zahlreiche Prozesse, unter anderem gegen das Deutsche Reich und den Freistaat Braunschweig.
Die Abdankungsurkunde des Herzogs wurde im Jahr 1920 dem Herzoglichen Haus in Gmunden vom früheren Präsidenten des Freistaats Braunschweig zum Kauf angeboten.

### Restitutionsprozesse
1924 erhielt er vom Land Braunschweig im Wege der Fürstenabfindung das Schloss Blankenburg und die Domäne Calenberg, die Domänen Hessen und Heimburg (bei Blankenburg), das Rittergut Westdorf sowie das ehemalige Gut Kloster Michaelstein (insgesamt ca. 10.000 Hektar) zurückerstattet. Zudem gehörten ihm Schloss und Großer Garten Herrenhausen in Hannover sowie Schloss Marienburg. 1924–1933 klagte er auf Rückgabe des sogenannten Welfenfonds (auch als „Reptilienfonds“ bezeichnet). Das Gericht entschied auf eine Erstattung von acht Millionen Reichsmark. 1930 verkaufte er den bei Banken verpfändeten Welfenschatz an ein Konsortium von Kunsthändlern. Im gleichen Jahr siedelte der frühere Bundesfürst mit seiner Familie von Gmunden in Österreich auf das Schloss Blankenburg im Harz über.

### NS-Zeit
In der NDR-Dokumentation Adel ohne Skrupel wurde 2014 auf Grundlage von Recherchen der Wiener Historikerinnen Ulrike Felber und Sabine Loitfellner zum ersten Mal über die Aktivitäten der Welfen in der Zeit des Nationalsozialismus berichtet. Demnach eignete sich Ernst August durch „Arisierung“ mehrere jüdische Unternehmen an. Auch die Verbindung der Welfen mit dem Rüstungsbetrieb Flugzeug- und Metallbauwerke Wels (FMW) konnte durch diese Recherchen nachgewiesen werden. Ernst August machte die FMW im August 1939 zum Rüstungsunternehmen, das in den Kriegsjahren durch Ausbeutung von Zwangsarbeitern hohe Gewinne erwirtschaftete. Der Betrieb unterhielt Wartungs- und Reparaturwerkstätten für die Luftwaffe. Für die geheime Produktion des Düsenjägers Messerschmitt Me 262 wurde ein ganzes Bergmassiv von Zwangsarbeitern ausgehöhlt.

### Kriegsende und Tod
Ernst August erlebte das Ende des Zweiten Weltkriegs auf Schloss Blankenburg. Der Harz wurde zunächst von britischen Truppen besetzt, die ihm und seiner Familie die Flucht vor den sowjetischen Besatzungstruppen ermöglichten, da Ernst August nicht nur durch seine Abstammung von Georg III. britischer Prinz, sondern auch mütterlicherseits Cousin Georgs V. war und zur erweiterten britischen Königsfamilie gezählt wurde. Der Umzug wurde von der britischen Armee durchgeführt. Etwa 30 Lastkraftwagen transportierten das Inventar der Schlösser in Blankenburg ab. Das Umzugsgut ging größtenteils zum Schloss Marienburg, wo die Welfenfamilie fortan lebte. 
Am 30. Januar 1953 starb Ernst August auf Schloss Marienburg.
Am 6. Februar 1953 wurde durch Landesbischof Hanns Lilje die Trauerfeier für den Verstorbenen in der Marktkirche in Hannover abgehalten, nachdem er zuvor auf der Marienburg und im Braunschweiger Dom aufgebahrt worden war. Dann wurde der Leichnam durch die Altstadt über den Königsworther Platz und die Herrenhäuser Allee zum Berggarten in Herrenhausen überführt und vor dem Welfenmausoleum begraben. Dem Sarg des Herzogs folgten seine Söhne, König Paul von Griechenland, der Vertreter der Königin von Großbritannien und viele Angehörige des deutschen Hochadels.

### Nachgang
Ernst Augusts gleichnamiger Enkel klagte nach der Wiedervereinigung auf Rückgabe der Güter nebst Schlösser in den ostdeutschen Ländern (Wert 2005: ca. 100–150 Millionen Euro), er verlor diese Prozesse. Sein ebenfalls gleichnamiger Urenkel ließ 2005 große Teile des 1945 geretteten Inventars vom Auktionshaus Sotheby’s versteigern und erzielte damit ca. 25 Millionen Euro.

## Familie

### Vorfahren
| Ahnentafel Herzog Ernst August von Braunschweig  | Ahnentafel Herzog Ernst August von Braunschweig                                                                         | Ahnentafel Herzog Ernst August von Braunschweig                                                                       | Ahnentafel Herzog Ernst August von Braunschweig                                                               | Ahnentafel Herzog Ernst August von Braunschweig                                           | Ahnentafel Herzog Ernst August von Braunschweig                                                                                       | Ahnentafel Herzog Ernst August von Braunschweig                                                                                       | Ahnentafel Herzog Ernst August von Braunschweig                                                          | Ahnentafel Herzog Ernst August von Braunschweig                                                 |
| ------------------------------------------------ | --- | --- | --- | ----------------------------------------------------------------------------------------- | --- | --- | --- | ----------------------------------------------------------------------------------------------- |
| Ururgroßeltern                                   | König Georg III. von Großbritannien und Irland (1738–1820) ⚭ 1761 Sophie Charlotte von Mecklenburg-Strelitz (1744–1818) | Herzog Karl II. zu Mecklenburg-Strelitz (1741–1816) ⚭ 1768 Friederike Caroline Luise von Hessen-Darmstadt (1752–1782) | Herzog Friedrich von Sachsen-Hildburghausen (1763–1834) ⚭ 1785 Charlotte von Mecklenburg-Strelitz (1769–1818) | Ludwig von Württemberg (1756–1817) ⚭ 1797 Henriette von Nassau-Weilburg (1780–1857)       | Herzog Friedrich Karl von Schleswig-Holstein-Sonderburg-Beck (1757–1816) ⚭ 1780 Friederike von Schlieben (1757–1827)                  | Landgraf Karl von Hessen-Kassel (1744–1836) ⚭ 1766 Louise von Dänemark und Norwegen (1750–1831)                                       | Landgraf Friedrich von Hessen-Kassel (1747–1837) ⚭ 1786 Karoline Polyxene von Nassau-Usingen (1762–1823) | Friedrich von Dänemark (1753–1805) ⚭ 1774 Sophie Friederike von Mecklenburg (1758–1794)         |
| Urgroßeltern                                     | König Ernst August von Hannover (1771–1851) ⚭ 1815 Friederike von Mecklenburg-Strelitz (1778–1841)                      | König Ernst August von Hannover (1771–1851) ⚭ 1815 Friederike von Mecklenburg-Strelitz (1778–1841)                    | Herzog Joseph von Sachsen-Altenburg (1789–1868) ⚭ 1817 Amalie von Württemberg (1799–1848)                     | Herzog Joseph von Sachsen-Altenburg (1789–1868) ⚭ 1817 Amalie von Württemberg (1799–1848) | Herzog Friedrich Wilhelm von Schleswig-Holstein-Sonderburg-Glücksburg (1785–1831) ⚭ 1810 Luise Karoline von Hessen-Kassel (1789–1867) | Herzog Friedrich Wilhelm von Schleswig-Holstein-Sonderburg-Glücksburg (1785–1831) ⚭ 1810 Luise Karoline von Hessen-Kassel (1789–1867) | Landgraf Wilhelm von Hessen-Kassel (1787–1867) ⚭ 1810 Louise Charlotte von Dänemark (1789–1864)          | Landgraf Wilhelm von Hessen-Kassel (1787–1867) ⚭ 1810 Louise Charlotte von Dänemark (1789–1864) |
| Großeltern                                       | König Georg V. von Hannover (1819–1878) ⚭ 1843 Marie von Sachsen-Altenburg (1818–1907)                                  | König Georg V. von Hannover (1819–1878) ⚭ 1843 Marie von Sachsen-Altenburg (1818–1907)                                | König Georg V. von Hannover (1819–1878) ⚭ 1843 Marie von Sachsen-Altenburg (1818–1907)                        | König Georg V. von Hannover (1819–1878) ⚭ 1843 Marie von Sachsen-Altenburg (1818–1907)    | König Christian IX. von Dänemark (1818–1906) ⚭ 1842 Louise von Hessen (1817–1898)                                                     | König Christian IX. von Dänemark (1818–1906) ⚭ 1842 Louise von Hessen (1817–1898)                                                     | König Christian IX. von Dänemark (1818–1906) ⚭ 1842 Louise von Hessen (1817–1898)                        | König Christian IX. von Dänemark (1818–1906) ⚭ 1842 Louise von Hessen (1817–1898)               |
| Eltern                                           | Ernst August von Hannover (1845–1923) ⚭ 1878 Thyra von Dänemark (1853–1933)                                             | Ernst August von Hannover (1845–1923) ⚭ 1878 Thyra von Dänemark (1853–1933)                                           | Ernst August von Hannover (1845–1923) ⚭ 1878 Thyra von Dänemark (1853–1933)                                   | Ernst August von Hannover (1845–1923) ⚭ 1878 Thyra von Dänemark (1853–1933)               | Ernst August von Hannover (1845–1923) ⚭ 1878 Thyra von Dänemark (1853–1933)                                                           | Ernst August von Hannover (1845–1923) ⚭ 1878 Thyra von Dänemark (1853–1933)                                                           | Ernst August von Hannover (1845–1923) ⚭ 1878 Thyra von Dänemark (1853–1933)                              | Ernst August von Hannover (1845–1923) ⚭ 1878 Thyra von Dänemark (1853–1933)                     |
| Herzog Ernst August von Braunschweig (1887–1953) | | | |                                                                                           | | | |                                                                                                 |

### Ehe und Nachkommen

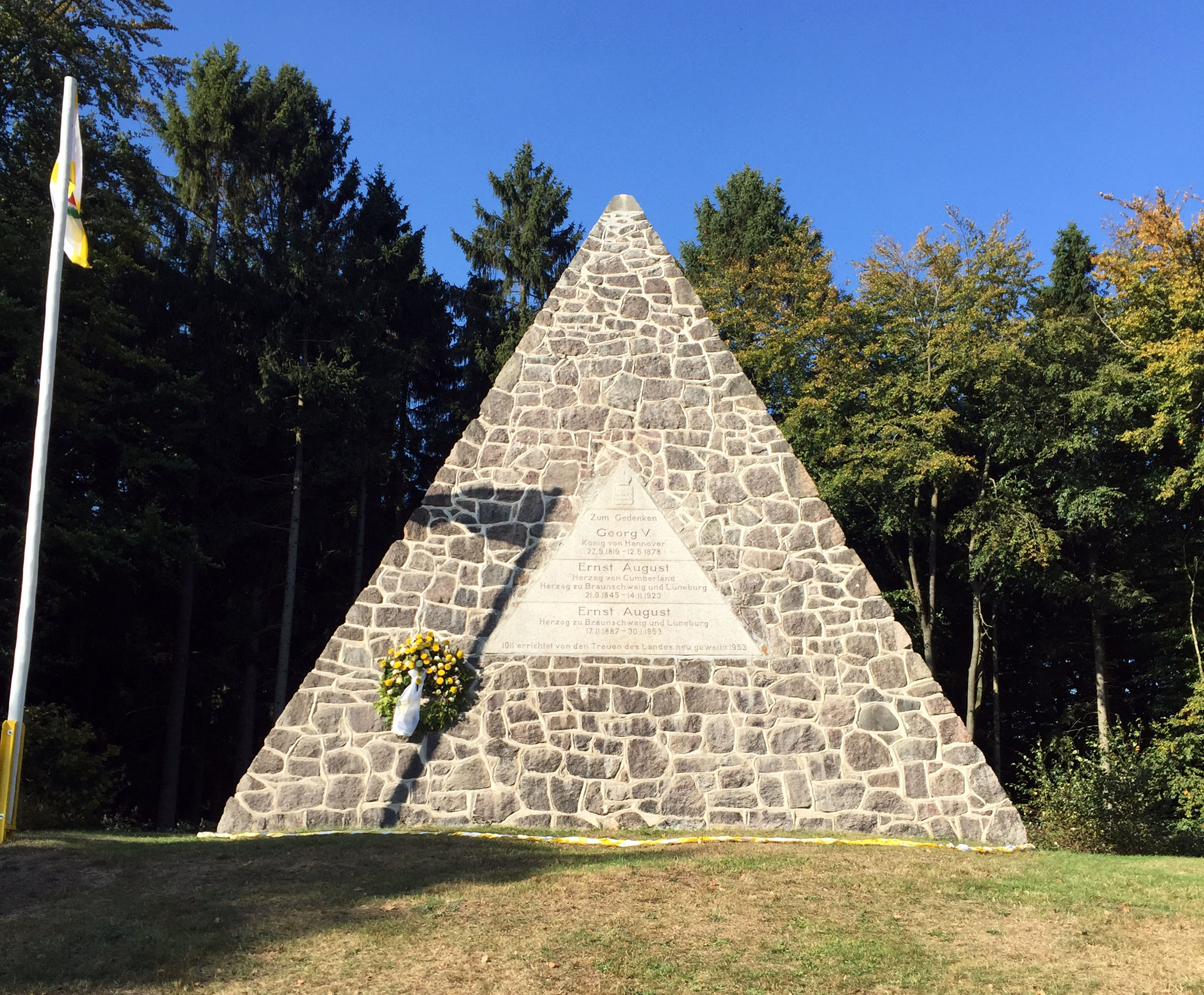
Fürstendenkmal Langenrehm, unter anderem für Ernst August

Aus seiner 1913 geschlossenen Ehe mit Viktoria Luise von Preußen (1892–1980) gingen folgende Kinder hervor:
- Ernst August IV. (1914–1987), ⚭ (1) Ortrud Prinzessin zu Schleswig-Holstein-Sonderburg-Glücksburg (1925–1980), ⚭ (2) Monika Gräfin zu Solms-Laubach (1929–2015);
- Georg Wilhelm Ernst August Friedrich Axel (1915–2006), ⚭ Sophie Prinzessin von Griechenland (1914–2001);
- Friederike Luise Thyra Viktoria Margarete Sophie Olga Cecilie Isabella Christa (1917–1981), spätere Königin von Griechenland, ⚭ Paul (Griechenland) (1901–1964);
- Christian Oskar Ernst August Wilhelm Viktor Georg (* 1. September 1919; † 10. Dezember 1981);
- Welf Heinrich Ernst August Georg Christian Berthold Friedrich Wilhelm Louis Ferdinand (* 11. März 1923; † 12. Juli 1997), ⚭ Alexandra Prinzessin zu Ysenburg und Büdingen (1937–2015).